# Pallavolo ai XIX Giochi del Mediterraneo - Torneo femminile
Il torneo femminile di pallavolo ai XIX Giochi del Mediterraneo si è svolto dal 26 giugno al 4 luglio 2022 a Bir El Djir e Orano, in Algeria, durante i XIX Giochi del Mediterraneo: al torneo hanno partecipato undici squadre nazionali di stati che si affacciano sul mar Mediterraneo e la vittoria finale è andata per l'ottava volta all'Italia.

## Impianti
|                                                                     |                                                                                      |  |
|                                                                     |                                                                                      |  |
| Salle Bir El Djir Città: Bir El Djir Capienza: - Anno d'apertura: - | Palais des Sports Hamou Boutlélis Città: Orano Capienza: 5 000 Anno d'apertura: 1960 |  |

## Regolamento

### Formula
La formula ha previsto:
- Fase a gironi, disputata con girone all'italiana: le prime due classificate di ogni girone e le due migliori terze classificate hanno acceduto alla fase finale per il primo posto.
- Fase finale per il primo posto, disputata con quarti di finale, semifinali, finale per il terzo posto e finale, giocate con gara unica. Le quattro sconfitte ai quarti di finale hanno acceduto alla fase finale per il quinto posto.
- Fase finale per il quinto posto, disputata con semifinali, finale per il settimo posto e finale per il quinto posto, giocate con gara unica.

### Criteri di classifica
Se il risultato finale è stato di 3-0 o 3-1 sono stati assegnati 3 punti alla squadra vincente e 0 a quella sconfitta, se il risultato finale è stato di 3-2 sono stati assegnati 2 punti alla squadra vincente e 1 a quella sconfitta.
L'ordine del posizionamento in classifica è stato definito in base a:
- Numero di partite vinte;
- Punti;
- Ratio dei set vinti/persi;
- Ratio dei punti realizzati/subiti;
- Risultati degli scontri diretti.

## Squadre partecipanti
| Squadra            | Qualificazione      | Ultima partecipazione |
| ------------------ | ------------------- | --------------------- |
| Algeria            | Paese organizzatore | Terragona 2018        |
| Croazia            | Wild card           | Terragona 2018        |
| Egitto             | Wild card           | Atene 1991            |
| Francia            | Wild card           | Terragona 2018        |
| Grecia             | Wild card           | Terragona 2018        |
| Italia             | Wild card           | Terragona 2018        |
| Macedonia del Nord | Wild card           | Debutto               |
| Serbia             | Wild card           | Tunisi 2001           |
| Spagna             | Wild card           | Terragona 2018        |
| Tunisia            | Wild card           | Tunisi 2001           |
| Turchia            | Wild card           | Terragona 2018        |

## Torneo

### Fase a gironi
| Girone A | Girone B           | Girone C |
| -------- | ------------------ | -------- |
| Croazia  | Egitto             | Algeria  |
| Francia  | Grecia             | Italia   |
| Serbia   | Macedonia del Nord | Spagna   |
| -        | Tunisia            | Turchia  |

#### Girone A

##### Risultati
| 26 giugno 2022 Salle Bir El Djir, Bir El Djir Durata: 2h:21 - Spettatori: 100 | Francia | 2 - 3 | Croazia | 23-25, 25-20, 19-25, 25-21, 10-15 |
| 27 giugno 2022 Salle Bir El Djir, Bir El Djir Durata: 1h:54 - Spettatori: ?   | Serbia  | 3 - 1 | Francia | 19-25, 25-17, 25-20, 25-22        |
| 28 giugno 2022 Salle Bir El Djir, Bir El Djir Durata: 2h:04 - Spettatori: ?   | Croazia | 2 - 3 | Serbia  | 25-21, 20-25, 25-12, 22-25, 11-15 |

##### Classifica
| Pos. | Squadra | Pt | G | V | P | SV | SP | Ratio | PF  | PS  | Ratio |
| ---- | ------- | -- | - | - | - | -- | -- | ----- | --- | --- | ----- |
| 1.   | Serbia  | 5  | 2 | 2 | 0 | 6  | 3  | 2,000 | 192 | 187 | 1,026 |
| 2.   | Croazia | 3  | 2 | 1 | 1 | 5  | 5  | 1,000 | 209 | 200 | 1,045 |
| 3.   | Francia | 2  | 2 | 0 | 2 | 6  | 0  | 0,500 | 186 | 200 | 0,930 |

      Qualificata ai quarti di finale.

#### Girone B

##### Risultati
| 26 giugno 2022 Salle Bir El Djir, Bir El Djir Durata: 1h:41 - Spettatori: ?   | Egitto             | 3 - 1 | Macedonia del Nord | 25-20, 11-25, 25-19, 25-23 |
| 26 giugno 2022 Salle Bir El Djir, Bir El Djir Durata: 1h:09 - Spettatori: ?   | Tunisia            | 0 - 3 | Grecia             | 17-25, 10-25, 13-25        |
| 27 giugno 2022 Salle Bir El Djir, Bir El Djir Durata: 1h:21 - Spettatori: 150 | Macedonia del Nord | 0 - 3 | Tunisia            | 20-25, 11-25, 21-25        |
| 27 giugno 2022 Salle Bir El Djir, Bir El Djir Durata: 1h:35 - Spettatori: 150 | Grecia             | 3 - 0 | Egitto             | 25-19, 25-14, 25-22        |
| 28 giugno 2022 Salle Bir El Djir, Bir El Djir Durata: 1h:16 - Spettatori: 150 | Grecia             | 3 - 0 | Macedonia del Nord | 25-18, 25-16, 25-19        |
| 28 giugno 2022 Salle Bir El Djir, Bir El Djir Durata: 1h:53 - Spettatori: 100 | Egitto             | 3 - 1 | Tunisia            | 25-21, 25-21, 21-25, 25-14 |

##### Classifica
| Pos. | Squadra            | Pt | G | V | P | SV | SP | Ratio | PF  | PS  | Ratio |
| ---- | ------------------ | -- | - | - | - | -- | -- | ----- | --- | --- | ----- |
| 1.   | Grecia             | 9  | 3 | 3 | 0 | 9  | 0  | MAX   | 225 | 148 | 1,520 |
| 2.   | Egitto             | 6  | 3 | 2 | 1 | 6  | 5  | 1,200 | 237 | 229 | 1,034 |
| 3.   | Tunisia            | 3  | 3 | 1 | 2 | 4  | 6  | 0,666 | 196 | 223 | 0,878 |
| 4.   | Macedonia del Nord | 0  | 3 | 0 | 3 | 1  | 9  | 0,111 | 192 | 236 | 0,813 |

      Qualificata ai quarti di finale.

#### Girone C

##### Risultati
| 26 giugno 2022 Salle Bir El Djir, Bir El Djir Durata: 1h:15 - Spettatori: ?     | Italia  | 3 - 0 | Spagna  | 25-15, 25-17, 25-19        |
| 26 giugno 2022 Salle Bir El Djir, Bir El Djir Durata: 1h:01 - Spettatori: ?     | Algeria | 0 - 3 | Turchia | 16-25, 4-25, 13-25         |
| 27 giugno 2022 Salle Bir El Djir, Bir El Djir Durata: 1h:49 - Spettatori: 300   | Turchia | 3 - 1 | Italia  | 26-24, 25-19, 19-25, 25-21 |
| 27 giugno 2022 Salle Bir El Djir, Bir El Djir Durata: 1h:26 - Spettatori: 1 000 | Spagna  | 3 - 0 | Algeria | 25-23, 29-27, 25-18        |
| 28 giugno 2022 Salle Bir El Djir, Bir El Djir Durata: 1h:50 - Spettatori: 300   | Turchia | 3 - 1 | Spagna  | 22-25, 25-16, 25-18, 25-18 |
| 28 giugno 2022 Salle Bir El Djir, Bir El Djir Durata: 1h:13 - Spettatori: 1 000 | Italia  | 3 - 0 | Algeria | 25-11, 25-14, 25-18        |

##### Classifica
| Pos. | Squadra | Pt | G | V | P | SV | SP | Ratio | PF  | PS  | Ratio |
| ---- | ------- | -- | - | - | - | -- | -- | ----- | --- | --- | ----- |
| 1.   | Turchia | 9  | 3 | 3 | 0 | 9  | 2  | 4,500 | 267 | 199 | 1,341 |
| 2.   | Italia  | 6  | 3 | 2 | 1 | 7  | 3  | 2,333 | 239 | 189 | 1,264 |
| 3.   | Spagna  | 3  | 3 | 1 | 2 | 4  | 6  | 0,666 | 207 | 240 | 0,862 |
| 4.   | Algeria | 0  | 3 | 0 | 3 | 0  | 9  | 0,000 | 144 | 229 | 0,628 |

      Qualificata ai quarti di finale.

### Finali 1º e 3º posto
|  | Quarti di finale | Quarti di finale | Quarti di finale |  |    | Semifinali | Semifinali | Semifinali |                 |                 | Finale          | Finale | Finale |
|  |                  |                  |                  |  |    |            |            |            |                 |                 |                 |        |        |
|  | 1A               | Serbia           | 3                |  |    |            |            |            |                 |                 |                 |        |        |
|  | 1A               | Serbia           | 3                |  |    |            |            |            |                 |                 |                 |        |        |
|  | 2B               | Egitto           | 1                |  |    |            |            |            |                 |                 |                 |        |        |
|  | 2B               | Egitto           | 1                |  | 1A | Serbia     | 0          |            |                 |                 |                 |        |        |
|  |                  |                  |                  |  | 1A | Serbia     | 0          |            |                 |                 |                 |        |        |
|  |                  |                  |                  |  |    | 1C         | Turchia    | 3          |                 |                 |                 |        |        |
|  | 1C               | Turchia          | 3                |  |    | 1C         | Turchia    | 3          |                 |                 |                 |        |        |
|  | 1C               | Turchia          | 3                |  |    |            |            |            |                 |                 |                 |        |        |
|  | 3B               | Tunisia          | 0                |  |    |            |            |            |                 |                 |                 |        |        |
|  | 3B               | Tunisia          | 0                |  |    |            |            |            |                 | 1C              | Turchia         | 1      |        |
|  |                  |                  |                  |  |    |            |            |            |                 | 1C              | Turchia         | 1      |        |
|  |                  |                  |                  |  |    |            |            |            |                 |                 | 2C              | Italia | 3      |
|  | 2A               | Croazia          | 0                |  |    |            |            |            |                 |                 | 2C              | Italia | 3      |
|  | 2A               | Croazia          | 0                |  |    |            |            |            |                 |                 |                 |        |        |
|  | 2C               | Italia           | 3                |  |    |            |            |            |                 |                 |                 |        |        |
|  | 2C               | Italia           | 3                |  | 2C | Italia     | 3          |            | Finale 3° posto | Finale 3° posto | Finale 3° posto |        |        |
|  |                  |                  |                  |  | 2C | Italia     | 3          |            |                 |                 |                 |        |        |
|  |                  |                  |                  |  |    | 3C         | Spagna     | 0          |                 |                 | 1A              | Serbia | 3      |
|  | 1B               | Grecia           | 0                |  |    |            | Spagna     | 0          |                 |                 | 1A              | Serbia | 3      |
|  | 1B               | Grecia           | 0                |  |    |            |            |            |                 | 3C              | Spagna          | 2      |        |
|  | 3C               | Spagna           | 3                |  |    |            |            |            |                 |                 | Spagna          | 2      |        |
|  | 3C               | Spagna           | 3                |  |    |            |            |            |                 |                 |                 |        |        |

#### Quarti di finale
| 30 luglio 2022 Salle Bir El Djir, Bir El Djir Durata: 1h:52 - Spettatori: 200 | Serbia  | 3 - 1 | Egitto  | 25-11, 25-20, 25-27, 25-21 |
| 30 luglio 2022 Salle Bir El Djir, Bir El Djir Durata: 1h:25 - Spettatori: 700 | Croazia | 0 - 3 | Italia  | 18-25, 16-25, 19-25        |
| 30 luglio 2022 Salle Bir El Djir, Bir El Djir Durata: 1h:32 - Spettatori: 600 | Grecia  | 0 - 3 | Spagna  | 22-25, 22-25, 22-25        |
| 30 luglio 2022 Salle Bir El Djir, Bir El Djir Durata: 1h:10 - Spettatori: 600 | Turchia | 3 - 0 | Tunisia | 25-14, 25-15, 25-17        |

#### Semifinali
| 2 luglio 2022 Palais des Sports Hamou Boutlélis, Orano Durata: 1h:21 - Spettatori: 800   | Serbia | 0 - 3 | Turchia | 21-25, 14-25, 22-25 |
| 2 luglio 2022 Palais des Sports Hamou Boutlélis, Orano Durata: 1h:16 - Spettatori: 2 500 | Italia | 3 - 0 | Spagna  | 25-19, 25-19, 25-22 |

#### Finale 3º posto
| 4 luglio 2022 Palais des Sports Hamou Boutlélis, Orano Durata: 1h:51 - Spettatori: 400 | Serbia | 3 - 2 | Spagna | 16-25, 25-16, 20-25, 25-16, 15-10 |

#### Finale
| 4 luglio 2022 Palais des Sports Hamou Boutlélis, Orano Durata: 2h:08 - Spettatori: 3 000 | Turchia | 1 - 3 | Italia | 24-26, 20-25, 25-22, 22-25 |

### Finali 5º e 7º posto
|  | Semifinali | Semifinali | Semifinali |                 |    | Finale 5º posto | Finale 5º posto | Finale 5º posto |
|  |            |            |            |                 |    |                 |                 |                 |
|  | 2B         | Egitto     | 3          |                 |    |                 |                 |                 |
|  | 2B         | Egitto     | 3          |                 |    |                 |                 |                 |
|  | 3B         | Tunisia    | 1          |                 |    |                 |                 |                 |
|  | 3B         | Tunisia    | 1          |                 | 2B | Egitto          | 1               |                 |
|  |            |            |            |                 | 2B | Egitto          | 1               |                 |
|  |            |            |            |                 |    | 1B              | Grecia          | 3               |
|  | 2A         | Croazia    | 1          |                 |    | 1B              | Grecia          | 3               |
|  | 2A         | Croazia    | 1          |                 |    |                 |                 |                 |
|  | 1B         | Grecia     | 3          |                 |    |                 |                 |                 |
|  | 1B         | Grecia     | 3          | Finale 7º posto |    |                 |                 |                 |
|  |            |            |            |                 |    |                 |                 |                 |
|  |            |            |            |                 |    | 3B              | Tunisia         | 0               |
|  |            |            |            |                 |    | 3B              | Tunisia         | 0               |
|  |            |            |            |                 |    | 2A              | Croazia         | 3               |

#### Semifinali
| 1º luglio 2022 Salle Bir El Djir, Bir El Djir Durata: 1h:49 - Spettatori: 300 | Egitto  | 3 - 1 | Tunisia | 25-12, 21-25, 25-18, 25-21 |
| 1º luglio 2022 Salle Bir El Djir, Bir El Djir Durata: 1h:59 - Spettatori: 400 | Croazia | 1 - 3 | Grecia  | 25-20, 22-25, 23-25, 19-25 |

#### Finale 7º posto
| 2 luglio 2022 Salle Bir El Djir, Bir El Djir Durata: 1h:11 - Spettatori: 100 | Tunisia | 0 - 3 | Croazia | 19-25, 12-25, 20-25 |

#### Finale 5º posto
| 2 luglio 2022 Salle Bir El Djir, Bir El Djir Durata: 1h:44 - Spettatori: 150 | Egitto | 1 - 3 | Grecia | 25-17, 16-25, 17-25, 21-25 |

## Classifica finale
| Pos | Squadra            | Rosa |
| --- | ------------------ | --- |
|     | Italia             | Formazione: 2 Bosio, 13 Battistoni, 16 D'Odorico, 19 Squarcini, 20 Panetoni, 22 Enweonwu, 23 Perinelli, 24 Mazzaro, 27 Cagnin, 28 Diop, 29 Frosini, 36 Nwakalor, CT: Pieragnoli                                |
|     | Turchia            | Formazione: 1 Yılmaz, 2 Aydın, 3 Arıcı, 5 Akyaldız, 8 Ünal, 9 Kılıç, 10 Akyol, 11 Kayacan, 17 Yüzgenç, 18 Yıldırım, 19 Cebecioğlu, 20 Erkek, CT: Hamurcu                                                       |
|     | Serbia             | Formazione: 1 Taubner, 2 Tišma, 3 Osmajić, 4 Gočanin, 10 Cvetković, 11 Kurtagić, 12 Malešević, 14 Savić, 15 Kockarević, 18 Tica, 21 Ivanović, 30 Perović, CT: Boričić                                          |
| 4.  | Spagna             | Formazione: 5 Villasante, 6 Rodríguez, 7 Piza, 8 García, 9 Lázaro, 10 Carpintero, 12 Varela, 15 Prol, 18 Jiménez, 21 Villa, 22 Llorens, 24 Bravo, CT: Saurín                                                   |
| 5.  | Grecia             | Formazione: 1 Chatzīeustratiadou, 4 Kōnstantinidou, 5 Nokologiannī, 8 Īliopoulou, 9 Strantzalī, 13 Xanthopoulou, 16 Genitsaridī, 19 Spanou, 21 Kyparissī, 22 Klepkou, 23 Terzoglou, 24 Tsiogka, CT: Abbondanza |
| 6.  | Egitto             | Formazione: 1 Elshamy, 4 Meawad, 7 Mar. Ahmed, 8 Abdelfattah, 10 May. Ahmed, 11 Hanafy, 12 Elaskalany, 13 Mahfouz, 15 Elelemy, 19 Sayid, 20 Morsy, 22 Morshedy, CT: Mohamed                                    |
| 7.  | Croazia            | Formazione: 2 Grbavica, 4 Butigan, 5 Božičević, 6 Perić, 7 Miloš, 8 Popić, 11 Dumančić, 12 Marković, 14 Šamadan, 16 Deak, 19 Štimac, 20 Tomić, CT: Akbaş                                                       |
| 8.  | Tunisia            | Formazione: 2 Hamouda, 3 Engazou, 4 Galai, 7 Agrebi, 8 Othmani, 10 Ismail, 12 Ghizaoui, 13 Bouraoui, 14 Fatnassi, 15 Kebaier, 17 Jenhani, 20 Abda, CT: Messelmani                                              |
| 9.  | Francia            | Formazione: 8 Bernard, 13 Mobisa, 21 Elouga, 23 Olinga-Andela, 27 Mauriat, 34 Arbos, 38 Ratahiry, 63 Respaut, 75 Diouf, 78 Dia, 91 Bah, 98 Haewegene, CT: Rousseaux                                            |
| 10. | Algeria            | Formazione: 1 Oudai, 3 Hammouche, 5 Brahmi, 6 Djouhri, 7 Bechar, 8 Bensalem, 10 Soualmi, 11 Abderrahim, 12 Djouhri, 13 Bellahsene, 14 Rabah-Mazari, 15 Mezemate, CT: Tennoun                                   |
| 10. | Macedonia del Nord | Formazione: 1 Popjordanovska, 2 Boshkovska, 3 Stojanovska, 4 Stojkoska, 7 Stojanova, 10 Jonuzi, 12 Anteska, 13 Pavloska, 14 Dikova, 16 Gjorgievska, 17 Terzievska, 18 Toseva, CT: Paunović                     |